# كارينا نيل
كارينا نيل (بالإنجليزية: Carina Nel)‏ (مواليد 4 يناير 1988)، هي مُمثلة جنوب أفريقية. كان أبرز دور سينمائي لها هُو تجسيدها لشخصية لاعبة الشطرنج الأوغندية فيونا موتيسي في فيلم ملكة كاتوي سنة 2016.

## وصلات خارجية
- كارينا نيل على موقع IMDb (الإنجليزية)